# Хо Чин
Хо Чин (родилась 1 мая 1953, Сингапур) — крупнейший сингапурский финансовый деятель. Является главой (исполнительным директором) Temasek Holdings. Жена бывшего премьер-министра Сингапура Ли Сяньлуна. Почётный член Института инженеров Сингапура. Магистр Стэнфордского университета.

## Биография
Хо Чин родилась 1 мая 1953 года в многодетной семье бывшего бизнесмена Хо Эн Хонга и Чен Чью Пин. Была старшим ребёнком в семье.
Она училась в Национальном колледже, где она стала «Студентом Года» и получила президентскую стипендию. После его окончания училась в Сингапурском университете по специальности инженер-электрик, который окончила с красным дипломом в 1976 году. Позже была удостоена степени магистра Стэнфордского университета по специальности электрик.
Трудовая деятельность Хо Чин началась в Министерстве обороны Сингапура, где она работала инженером.
С 1987 года по 2001 год Хо Чин трудилась в компании Singapore Technologies Group в качестве заместителя директора, президента и исполнительного директора.
В мае 2002 года перешла на работу в Temasek Holdings.

## Семья
Отец — Хо Эн Хонг  — бывший бизнесмен.
Мать — Чен Чью Пин
Муж (с  17 декабря 1985 года) — Ли Сяньлун (род. 1952) — премьер-министр Сингапура (2004-2024). Сын Ли Куан Ю.
Дети — Хонгью, Хаою

## Награды, звания, премии
- Награждена за выдающиеся достижения в области науки и техники (Distinguished Engineering Alumnus Award) (1995 год).
- Магистр Стэнфордского университета (США).
- Почётный член Института Инженеров Сингапура.